# Thiendorf
Thiendorf je obec v německé spolkové zemi Sasko. Nachází se v zemském okrese Míšeň a má přibližně 3 900 obyvatel.

## Historie
Thiendorf byl založen ve středověku jako ulicová vesnice. První písemná zmínka pochází z roku 1350, kdy je uváděn jako Timendorf. V roce 1950 byly k Thiendorfu připojeny do té doby samostatné obce Lötzschen a Welxande, v roce 1995 Sacka, roku 1996 Ponickau a 2016 Tauscha.

## Přírodní poměry
Thiendorf leží severně od zemského hlavního města Drážďany. Nachází se na hranici zemských okresů Míšeň a Budyšín a na severu hraničí se spolkovou zemí Braniborsko. Severní částí území obce protéká řeka Pulsnitz a zasahuje sem přírodní rezervace Königsbrücker Heide. Na jihu obce u vsi Zschorna se nachází větší rybníky Großteich Zschorna a Breiter Teich. Obec není napojena na železnici, prochází jí však dálnice A13.

## Správní členění
Thiendorf se dělí na 14 místních částí:
- Dobra
- Kleinnaundorf
- Lötzschen
- Lüttichau
- Lüttichau/Anbau
- Naundorf b. Ortrand
- Ponickau
- Sacka
- Stölpchen
- Tauscha
- Thiendorf
- Welxande
- Würschnitz
- Zschorna

## Pamětihodnosti
- mlýn Kienmühle
- poštovní milník (originál je z roku 1722)
- vesnické kostely v Dobře, Ponickau, Sackce, Tausche a Würschnitz

## Osobnosti
- Peter Kotte (* 1954), fotbalista